# Justyn Męczennik
Justyn Męczennik, Justyn Filozof, Święty Justyn, gr. Ἰουστῖνος ὁ Μάρτυρ, łac. Iustinus philosophus, cs. Muczenik Iustin Fiłosof (ur. ok. 100 we Flawii Neapolis w Palestynie, zm. ścięty mieczem między 163 a 167 w Rzymie) – filozof i apologeta tworzący w języku greckim. Wyznawał poglądy millenarystyczne. Zaliczony został do najstarszych pisarzy starochrześcijańskich, męczennik, święty Kościoła katolickiego i prawosławnego.

## Życie
Najwięcej informacji na temat Justyna Męczennika pochodzi z jego własnych pism. On też jako miejsce swojego pochodzenia podaje Flavia Neapolis (dawne Sychem, współczesne Nablus) w Palestynie. Miasto to zostało założone przez Wespazjana w 72 r. n.e. jako kolonia, po uprzednim zrównaniu go z ziemią podczas powstania żydowskiego. Nazywa siebie Samarytaninem, ale jego ojciec był Grekiem lub Rzymianinem, wychowywany był w wierze pogańskiej.
Zakłada się, że pochodził z zamożniejszej rodziny, co umożliwiło mu studiowanie filozofii. Podczas studiów zetknął się pierwszy raz z chrześcijaństwem, które po pewnym czasie sam przyjął (ok. 130). Swoje nawrócenie opisuje w dziele: Dialog z Żydem Tryfonem, który to lokalizuje w Efezie, gdzie prawdopodobnie nastąpiło jego nawrócenie.
Przemierzając następnie liczne kraje osiada w Rzymie, gdzie rozpoczyna pracę nauczyciela w założonej przez siebie bezpłatnej szkole. Jego uczniem był m.in. Tacjan Syryjczyk, który jednak później, po śmierci mistrza, odszedł od jedności z Kościołem, propagując poglądy enkratyckie.
Około 165 r. Justyn, po donosie prawdopodobnie swego wieloletniego wroga Krescenesa, oskarżony o to, że jest chrześcijaninem, wraz z sześcioma swoimi uczniami stanął przed sądem prefekta Rzymu Juniusa Rustyka. Śmierć poniósł przez ścięcie mieczem.

## Nauczanie
Jest autorem koncepcji Objawienia, która dostrzega w przed i poza-chrześcijańskich naukach filozofów (np. Sokrates) obecność Słowa Bożego – Logosu w postaci tzw. ziarna Słowa / (gr.) Logos spermatikos / (por. J 1, 1; Hebr 1,1-3). Pisał np. o stoikach: głoszą sensowne zasady (tak samo zresztą jak w niektórych kwestiach poeci), dzięki temu, że Logos zaszczepił swoje nasienie całemu rodzajowi ludzkiemu, za co, jak wiemy, ich nienawidzono.
Jest autorem jednego z najwcześniejszych opisów Eucharystii sprawowanej w Kościele pierwotnym.
W swej Apologii bardzo mocno bronił wartości chrześcijańskiego dziewictwa. Nauczał też nowego, w stosunku do starotestamentalnej moralności, podejścia do etyki seksualnej. Dla chrześcijan cudzołóstwo zaczyna się już wtedy, kiedy się o nim myśli. Niedopuszczalna jest poligamia, która występowała u patriarchów jedynie jako figura profetyczna. Na przykład małżeństwa Jakuba z dwiema siostrami Leą i Rachelą nie były wyrazem pożądliwości, rozwiązłego życia seksualnego. Doszło do nich jako proroctwo misji Chrystusa wobec Synagogi (Lea) i Kościoła (Rachela) (por. Rdz 29,16-19).

## Kult
Wspomnienie liturgiczne św. Justyna obchodzone jest w Kościele katolickim 1 czerwca, natomiast w nadzwyczajnej formie rytu rzymskiego 14 kwietnia.
Cerkiew prawosławna wspomina męczennika 1/14 czerwca, tj. 14 czerwca według kalendarza gregoriańskiego.
Ikonografia
W ikonografii święty przedstawiany jest jako niewysoki mężczyzna z jasnokasztanową brodą oraz charakterystyczną białą chustą wokół szyi. W lewej dłoni trzyma zwój pisma, prawą błogosławi. W sztuce zachodniej najczęściej spotykane jest jego wyobrażenie, gdy wręcza cesarzowi Hadrianowi swoją Apologię.
Patronat
Święty Justyn jest patronem filozofów.
We Frankfurcie nad Menem znajduje się kościół noszący wezwanie świętego Justyna, do którego sprowadzono w IX wieku jego relikwie, w 1298 roku przeniesione do kościoła św. Albana w Moguncji.
W 1754 r. z Rzymu przywieziono relikwie do kościoła Matki Bożej Szkaplerznej w Starym Miadziole, w 1832 r. przeniesione do kościoła św. Stanisława w Nowym Miadziole, od 1838 r. znajdują się w kościele św. Anny w Mosarzu.

## Dzieła

Iustini opera, 1636

Z ośmiu dzieł Justyna Filozofa zachowały się zaledwie trzy.
I Apologia pierwsza powstała około 155 r. do cesarza Antonina Piusa; w 68 rozdziałach krytykuje rzymskie nastawienie do religii chrześcijańskiej, wykazuje, że chrześcijanie nie są ateistami, udowadnia boskość Jezusa, opisuje liturgie Eucharystii i chrztu, nakreśla życie społeczne chrześcijan.
- Przekład polski: 1 Apologia, w: Pierwsi apologeci greccy. Kwadratus, Arystydes z Aten, Aryston z Pelli, Justyn Męczennik, Tacjan Syryjczyk, Milcjades, Apolinary z Hierapolis, Teofil z Antiochii, Hermiasz. ks. Leszek Misiarczyk (przekład, wstęp i przypisy), ks. Józef Naumowicz (oprac.). Kraków: Wydawnictwo „M”, 2004, s. 207-270, seria: Biblioteka Ojców Kościoła 24. ISBN 83-7221-640-1.

II Apologia druga skierowana do senatu rzymskiego po skazaniu trzech chrześcijan na śmierć za wyznawanie wiary.
- Przekład polski: 2 Apologia, w: dz. cyt., s.271-284.

III Dialog z Żydem Tryfonem relacja z dwudniowej, prawdopodobnie fikcyjnej rozmowy Justyna z rabinem (reprezentantem hellenistycznej diaspory), która odbyła się w Efezie; spisana w 142 rozdziałach. Jest to najstarsza apologia chrześcijańska. Nie zachowała się w całości, brakuje części wstępu i 74 rozdziału.
Justyn wyraża w tym dziele poglądy, iż Prawo Mojżeszowe było tylko przejściowe przed prawem Chrystusowym, które jest nowym i wiecznym prawem dla całej ludzkości. Podkreśla fakt prawdziwej wielkości i boskości Chrystusa. Zauważa również, że czas masowych nawróceń z judaizmu na chrześcijaństwo minął bezpowrotnie.
- Fragmenty w tłumaczeniu polskim w: Antologia literatury patrystycznej t.1, Marian Michalski (przekład i opracowanie), Warszawa 1975 IW PAX, s.99-109.